# Михальский, Александр Октавианович
Александр Октавианович Михальский (пол. Aleksander Michalski; 1855[…], Каменец-Подольский уезд, Подольская губерния или Каменец-Подольский — 20 ноября [3 декабря] 1904, Краков, Цислейтания) — русский геолог, горный инженер, стратиграф и палеонтолог.

## Биография
Родился в 1855 году[уточнить] в Каменец-Подольском уезде (Российская империя), в польской дворянской семье.
В 1878 году окончил Горный институт в Санкт-Петербурге.
Служил при Горном департаменте. Проводил в 1880—1881 годах геологические исследования в Келецкой и Радомской губерниях Царства Польского, вдоль намечаемой трассы железной дороги от Домброва до Ивангорода,
Со времени основания в 1882 году Геологического комитета (Геолком) состоял его членом и работал в нём консерватором (1882), младшим геологом (1885), старшим геологом Геолкома (1897).
В 1882—1895 он проводил геологическую съёмку в Царстве Польском, в Келецком кряже, гидротехническое исследование Буских минеральных источников (1893), изучал железистые кварциты Южно-русской кристаллической полосы (1896) и в 1898—1901 годах руководил работами в Криворожском рудном районе, провёл специальное исследование провалов на Вильно-Ровенском участке Полесских железных дорог (1899).
Умер 20 ноября (3 декабря) 1904 года в городе Краков, похоронен на Раковицком кладбище.

## Научная деятельность
Научная деятельность А. Михальского была посвящена изучению геологического строения Келецкой, Радомской Люблинской, Петроковской, Седлецкой губерний Царства Польского и некоторых других местностей Польши.
В 1883 году провёл исследование и составил карту юго-западной части Келецкой губернии. Результаты этой работы опубликованы им в 1884 году.